# Victor de Fast
Pour les articles homonymes, voir Fast (homonymie).
Victor Fastovitch (1895-1976), dit Victor de Fast, est un scénariste, monteur et réalisateur français d'origine russe, actif entre 1931 et 1958.
Il est le frère de l'acteur, scénariste, monteur et maquilleur Boris de Fast et de l'actrice Nathalie Kovanko (1899-1967), épouse du réalisateur Victor Tourjanski.

## Biographie
Réfugié en France après la révolution d'Octobre avec ses frère et sœur, Victor de Fast réalise quelques courts-métrages (de 25 à 45 minutes maximum chacun) sur une courte période. À la même époque il est également monteur pour les films de son beau-frère Victor Tourjanski ainsi que pour un film de Maurice Gleize et dans un autre de Marcel L'Herbier. 
Dans les années 1950, on le retrouve en Allemagne où réside à présent Victor Tourjanski. Il devient son assistant ainsi que son scénariste ou coscénariste.
La carrière de Victor de Fast s'achève dans la seconde moitié des années 1950, au moment où Victor Tourjanski part s'installer en Italie pour réaliser des films sous le pseudonyme de Arnaldo Genoino.

## Filmographie

### Assistant réalisateur
- 1931 : L'Aiglon de Victor Tourjanski[1]
- 1950 : Vom Teufel gejagt de Victor Tourjanski
- 1953 : Ehe für eine Nacht de Victor Tourjanski
- 1955 : Valse royale (Königswalzer) de Victor Tourjanski
- 1956 : Beichtgeheimnis de Victor Tourjanski
- 1958 : Une affaire diabolique (en) (Herz ohne Gnade) de Victor Tourjanski

### Réalisateur
- 1934 : Série 7, n° 77777, "sketch marseillais" d'après un scénario de Jean-Pierre Feydeau[2]
- 1934 : Le Coup du parapluie coréalisé avec Pierre-Jean Ducis
- 1934 : 2222 CF 2 / La 2222 CF 2 / L'Auto 2222 CF 2, court-métrage (30 min) avec Charpin, Milly Mathis et Doumel
- 1935 : Une bonne affaire
- 1935 : Soirée de gala
- 1935 : Je suis garçon ce soir sur un scénario d'Yves Mirande[3]

### Monteur
- 1935 : Les Yeux noirs de Victor Tourjanski[4]
- 1936 : Vertige d'un soir de Victor Tourjanski
- 1937 : Nuits de feu de Marcel L'Herbier
- 1938 : Le Récif de corail de Maurice Gleize

### Scénariste
- 1950 : Vom Teufel gejagt de Victor Tourjanski
- 1951 : Mutter sein dagegen sehr de Victor Tourjanski
- 1955 : Die Toteninsel de Victor Tourjanski

### Collaborateur
- 1950 : Der Mann, der zweimal leben wollte de Victor Tourjanski